# Willem Visser 't Hooft

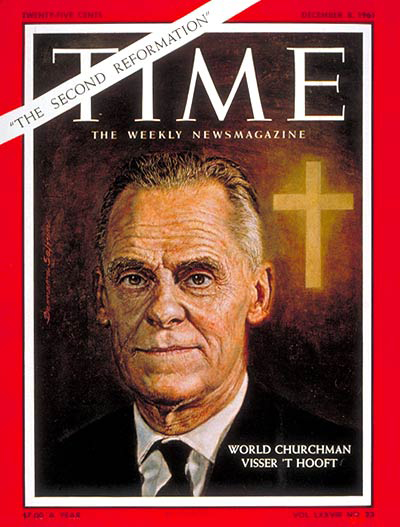
Capa da Revista Time - Dezembro de 1961

Willem A. Visser 't Hooft (Haarlem, 20 de setembro de 1900 — Genebra, 4 de julho de 1985) foi um teólogo, autor e líder ecumênico neerlandês, primeiro Secretário Geral do Conselho Mundial de Igrejas.

## Biografia
Nascido em uma família de advogados, chegou a iniciar o curso de direito, mas depois decidiu estudar teologia. Como muitos dos primeiros líderes do movimento ecumênico, ele teve sua experiência ecumênica formativa no Movimento Estudantil Cristão.
Após servir como presidente do comitê de ajuda da Organização de Estudantes da Holanda no início da década de 1920, em 1924 assumiu um cargo na Associação Cristã de Moços (ACM) em Genebra, onde passou a residir. No mesmo ano foi ordenado ministro e casou-se com Henriette Boddaert (1899-1968), com quem teria três filhos.
Em 1925, foi nomeado delegado suplente da ACM para a Conferência Cristã Universal sobre Vida e Trabalho em Estocolmo e fez sua primeira visita aos Estados Unidos, para trabalhar com um dos fundadores do movimento ecumênico moderno, John Raleigh Mott, nos preparativos para a Conferência Mundial da ACM em Helsinque; nessa viagem, Visser 't Hooft se interessou pelo movimento do evangelho social. Durante a Conferência Mundial da ACM, serviu como assistente pessoal de Mott. Em 1928, tratou sobre o evangelho social em sua tese de doutorado, apresentada na Universidade de Leiden.
Em 1932, se tornou Secretário Geral da World’s Student Christian Federation (Federação Mundial de Estudantes Cristãos). Em 1936, foi ordenado como ministro da Igreja Reformada Suíça, em Genebra. Em 1937, participou de duas conferências ecumênicas globais, uma em Oxford e outra em Edimburgo, nas quais ficou decidida a fundação do Conselho Mundial de Igrejas (CMI). Em 1938, participou da reunião em Utrecht, que começou a estruturar o CMI, onde foi nomeado como Secretário Geral do Comitê Provisório do CMI.
Em 1939, presidiu o comitê diretor da Conferência Mundial da Juventude Cristã, em Amsterdã. Após o início da Segunda Guerra Mundial, Visser 't Hooft trabalhou ativamente em Genebra para ajudar os refugiados da Alemanha nazista e a manter a ligação entre as igrejas nos territórios ocupados e o mundo exterior. Vital no movimento clandestino europeu, usou táticas de espionagem, escondendo mensagens de microfilmes em lápis, enquanto militantes da resistência o procuravam na cidade neutra de Genebra.
Em 1948, na Assembleia que fundou definitivamente o CMI, realizada em Amsterdã, foi escolhido como primeiro Secretário Geral da entidade e continuou no cargo até sua aposentadoria em 1966. Ao longo de seu mandato, o número de igrejas e organizações protestantes e ortodoxas cresceu. Visser 't Hooft desempenhou um papel importante na inclusão de igrejas de países comunistas no CMI, e também procurou ampliar o papel desempenhado pelas igrejas africanas, asiáticas e ortodoxas na organização.
Em 1961, durante o Concílio Vaticano II, construiu uma relação de confiança com o Cardeal Augustin Bea, que foi o primeiro presidente do Pontifício Conselho para a Promoção da Unidade dos Cristãos, e com o Cardeal Johannes Willebrands, secretário do referido Conselho.
Em 1968, foi eleito como presidente honorário do CMI na quarta assembleia da entidade, realizada em Uppsala. Permaneceu residindo em Genebra e a colaborar com o CMI, participando de assembleias gerais e seminários até sua morte.
Dr. Visser 't Hooft recebeu vários prêmios e condecorações: a Medalha de Reconhecimento 1940-1945 da Princesa Juliana, em Berna (1946), concedida a pessoas que serviram a causa holandesa durante a guerra, ajudando o povo holandês ou instituições holandesas enquanto não viviam na Holanda ocupada; Cavaleiro da Ordem do Leão Neerlandês (1948) pelos serviços para o desenvolvimento do movimento ecumênico, depois promovido a Comandante (1965); a Ordem do Mérito da República Federal da Alemanha (1958); oficial da Legião de Honra (1959); o Prêmio Wateler da Paz (1962) pela promoção da paz; a Grande Médaille d'Argent de la Ville de Paris (1962); capa da revista Time (1961); Cruz de Grande Comandante do Santo Sepulcro pelo Patriarcado Ecumênico de Constantinopla (1963); Cruz de Athos (1963); portador da Ordem de São Vladimir da Igreja Ortodoxa da Rússia (1964); Comandante da Ordem de Santo André do Patriarcado Ecumênico (1965); Prêmio da Paz dos Editores Alemães, junto com o Cardeal Bea (1966); Cruz de Lambeth, do Arcebispo da Cantuária (1966); Family of Man Award, do Conselho Protestante da Cidade de Nova York (1966); Medalha Grotius pelo mérito na difusão da noção de direito internacional (1966); Comandante Honorário da Ordem de São João (1966); Prêmio Sonning, pela sua contribuição para a cultura europeia (1967); Cidadão Honorário de Genebra (1967); Ordem do Príncipe do Reino Armênio da Cilícia (1967); Cavaleiro da Justiça da Ordem de São João (1968); Medalha de Serviços Distintos da Pacific Lutheran University; Prêmio Augustin Bea (1975); Prix de l'Institut des Sciences de la Paix em Estrasburgo (1976); Prêmio Hanseático Goethe (1977); Four Freedoms Award em Middelburg na categoria Liberdade Religiosa (1982).
Visser 't Hooft serviu como editor da Ecumenical Review durante seu mandato no CMI. Escreveu mais de cinquenta mil cartas e foi autor de quinze livros em vários idiomas.

## Obras
- "Students Find the Truth to Serve: The Story of the World’s Student Christian Federation 1931-1935". Genebra: World’s Student Christian Federation, 1936.
- "None Other Gods". Londres: Student Christian Movement Press, 1937.
- "The Wretchedness and Greatness of the Church". Londres: SCM Press, 1944.
- "The Kingship of Christ; an Interpretation of Recent European Theology". Nova Iorque: Harper, 1948.
- "Man’s Disorder and God’s Design". Nova Iorque: Harper Brothers, 1949.
- "The Regeneration of Europe". Lausanne: La Concorde, 1949.
- "Christianity, Race and South African People". Report: "An Ecumenical Visit". Nova Iorque: National Council of Churches of Christ in the USA, 1952.
- "Our Ecumenical Task in the Light of History". Genebra: John Knox House Association, [1955].
- "Rembrandt and the Gospel". Filadélfia: Westminster Press, 1958?.
- "The Pressure of Our Common Calling". Garden City, NY: Doubleday, 1959.
- "The Background of the Social Gospel in America". St. Louis: Bethany Press, 1962.
- "No Other Name: The Choice Between Syncretism and Christian Universalism". Londres: SCM Press, 1963.
- "The International Civil Servant and Today’s World". Genebra: Foyer John Knox Association, 1965.
- "Is the Ecumenical Movement Suffering from Institutional Paralysis?" In Ecumenical Review 25 nº 3 (Jullho 1973): 295-309.
- "No Man is Alien; Essays on the Unity of Mankind". Leiden: Brill, 1971.
- "Memoirs". Londres; Filadélfia, PA: SCM Press; Westminster Press, 1973. 2nd ed. Genebra: CMI, 1987.
- "Dietrich Bonhoeffer and the Self-Understanding of the Ecumenical Movement" In Ecumenical Review 28 nº 2 (Abril 1976): 198-203.
- "Karl Barth and the Ecumenical Movement." In Ecumenical Review 32 nº. 2 (Abril 1980): 129-51.
- "Pan-Christians Yesterday and Today." In Ecumenical Review 32 nº. 4 (Outubro 1980): 387-95.
- "The Fatherhood of God in an Age of Emancipation". Genebra: CMI, 1982.
- "The Genesis and Formation of the World Council of Churches". Genebra: CMI, 1982.
- "Oldham’s Method in Abrecht’s Hands" In Ecumenical Review 37 nº 1 (Janeiro 1985): 3-9.
- "The Basis: Its History and Significance." In Ecumenical Review nº 37 (1985): 170-4.
- "WCC – Roman Catholic Relations: Some Personal Reflections." In Ecumenical Review 37 nº. 3 (Julho 1985): 336-44.
- "Teachers and the Teaching Authority: The Magistri and the Magisterium." In Ecumenical Review 38 nº. 2 (Abril 1986): 152-202.
- "Questions About the Future of the World Council of Churches." In Ecumenical Review 38 nº. 2 (Abril 1986): 133-9.
- "Evangelism Among Europe’s Neo-Pagan." In Evangelical Review of Theology, 18 nº 4 (Outubro 1994): 335-47.
- "Peace Among Christians". (obra conjunta com o Cardeal Augustin Bea). Nova Iorque: Association Press, 1967.[6]